# Peadar Clohessy
Patrick Peadar Clohessy (* 19. Dezember 1933 im County Limerick; † 18. Januar 2014 ebenda) war ein irischer Politiker der Fianna Fáil, später der Progressive Democrats, dessen Gründungsmitglied er war.

## Biografie
Clohessy war Landwirt in Fedamore im County Limerick. Bei den Wahlen zum Dáil Éireann 1973 und 1977 konnte er im Wahlkreis Limerick East nicht genügend Stimmen für die Fianna Fáil erzielen, um als Teachta Dála (Abgeordneter) in den Dáil einzuziehen. Dies gelang ihm erst bei den Wahlen 1981. Diesen Sitz verlor er jedoch schon bei den anschließenden Wahlen im Februar 1982. Zum Jahresausgang 1985 unterstützte er Desmond O’Malley bei der Gründung der Progressive Democrats, deren Mitglied er wurde. Clohessy trat dann erst wieder im Jahr 1987 an. Seinen Erfolg bei diesen Wahlen konnte er 1989 und 1992 wiederholen. Von 1989 bis 1992 nahm er die Aufgabe als stellvertretender Government Chief Whip wahr.
1997 trat er bei den Wahlen zum Dáil Éireann nicht mehr an.
Peadar Clohessy war seit 1962 mit Jean († 2004) verheiratet, mit der er sechs Kinder hatte. Sein Onkel war der Politiker Paddy Clohessy (1908–1971).